# Correspondència AdS/CFT

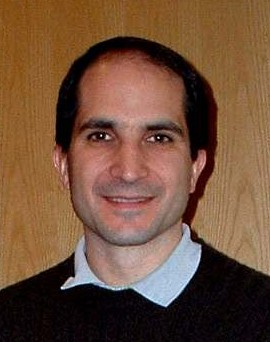
Juan Maldacena, el primer a proposar la correspondència AdS/CFT el 1997

En física teòrica, la correspondència anti-de Sitter/teoria-de-camp-conforme (AdS/CFT), també anomenada dualitat gauge-gravetat (o dualitat de Maldacena), és un conjectura que relaciona dues classes de teories físiques. A un costat de la correspondència hi trobem les teories de camp conforme (CFT) que són teories quàntiques de camp, incloent-hi teories similars a la teoria de Yang-Mills que descriuen les partícules elementals i les seves interaccions. A l'altre costat de la dualitat hi tenim els espais d'anti-de Sitter (AdS) que són utilitzats en teories de gravetat quàntica, formulats en termes de teoria de cordes o teoria M.
La dualitat representa un avenç important en la nostra comprensió de la teoria de cordes i de la gravetat quàntica perquè proporciona una formulació no-pertorbativa de la teoria de cordes amb condicions de frontera segures, i perquè es tracta de la realització més exitosa del principi hologràfic proposat per Gerard 't Hooft i Leonard Susskind.
La correspondència AdS/CFT també proporciona una potent eina per a estudiar teories quàntiques de camp (TQC) fortament acoblades. Molta de la utilitat de la dualitat prové del fet que és una dualitat forta-feble: quan els camps de la TQCD són fortament interactuants, els de la teoria gravitacional interaccionen feblement i, per tant, són més tractables matemàticament. Aquest fet s'ha utilitzat per a estudiar molts aspectes en física de la matèria QCD i en física de la matèria condensada traduint problemes en aquests dos camps a problemes matemàticament més tractables dins la teoria de cordes.
La correspondència AdS/CFT fou proposada per primer cop per Juan Maldacena el 1997. Aspectes importants de la correspondència van ser elaborats per Steven Gubser, Igor Klebanov, i Alexander Markovich Polyakov i per Edward Witten. El 2010, l'article original de Maldacena va rebre més de 7000 citacions, tot esdevenint l'article més citat en la història de la física d'altes energies.